# Лемуролики прстенорепи посум
Лемуролики прстенорепи посум (Hemibelideus lemuroides) је врста сисара торбара из породице прстенорепих посума (Pseudocheiridae).

## Распрострањење
Ареал врсте је ограничен на једну државу. Аустралија је једино познато природно станиште врсте.

## Станиште
Станиште врсте су шуме. Врста је по висини распрострањена од 450 метара надморске висине навише.

## Угроженост
Ова врста је на нижем степену опасности од изумирања, и сматра се скоро угроженим таксоном.